# Stig Nordqvist
Stig Rudolf Nordqvist, född 13 september 1925 i Stockholm, död 4 januari 2018, var en svensk väg- och vattenbyggnadsingenjör.
Nordqvist, som var son till ingenjör Rudolf Nordqvist och Hilda Bodén, avlade studentexamen 1944, reservofficersexamen 1947, utexaminerades från Kungliga Tekniska högskolan 1949, avlade Traffic Engineering Degree vid Yale University 1954, blev politices magister vid Stockholms universitet 1958 och teknologie licentiat vid Kungliga Tekniska högskolan 1959. Han anställdes vid AB Vattenbyggnadsbyrån 1949, var konsulterande ingenjör där från 1960, styrelseledamot 1970–1985, laborator i stadsbyggnad vid Chalmers tekniska högskola 1961–1966, professor i trafikteknik vid Lunds tekniska högskola 1966–1968, i trafik- och kommunikationsteknik vid Nordiska institutet för samhällsplanering 1969 samt föreståndare vid institutet 1969–1975 och 1984–1988. Han var officer i Väg- och vattenbyggnadskåren, varifrån han avgick som major 1975. 
Nordqvist var ledamot av statens nämnd för byggnadsforskning, planutskottet 1955–1959, parkeringsutredningen 1955–1960, sakkunnig i lokaliseringsutredningen 1959–1962, i parkeringskommittén från 1963, i vägplaneutredningen från 1965, ledamot av redaktionskommittén för Väg- och Vattenbyggaren 1955–1961, blev styrelseledamot i Föreningen för samhällsplanering 1960, ordförande 1964–1968, ledamot och vice ordförande i transportforskningsberedningen 1984–1991 samt styrelseledamot Transportøkonomisk institutt i Oslo 1989–1991. 
Nordqvist skrev bland annat Planläggning i landskommun (tillsammans med andra, 1952), Gators och vägars kapacitet (1958), Regionplanering (tillsammans med andra, 1964), Samhällsplaneringens villkor (tillsammans med andra, 1965), Studies in Traffic Generetics (1969), Technology for Faster Trains (1984), Road Safety Technology (1988), Trafik och miljö i stadskärnan (1989) samt artiklar i handboken Bygg (1962) och i fackpressen. Han invaldes som ledamot av Kungliga Ingenjörsvetenskapsakademien 1977 och som utländsk ledamot av Svenska tekniska vetenskapsakademien i Finland 1985.